# أزهار حسين صالح
أزهار حسين صالح (1964 -) مُهندسة مدنيّة عراقيّة، وكيلة وزارة التّخطيط للشؤون الإدارية، ونقيب المهندسين العراقيين منذ 2018، حازت جائزة المرأة العربية المتميّزة في 2020، وهي أول امرأة عراقية تحصل على الجائزة منذ 2004.

## نُبذة
حاصلة على دكتوراه في الهندسة، وشغلت عدة مناصب حكومية، قبل توليها منصب نقييب المهندسين، كانت مدير عام دائرة العقود الحكومية العامة، ومدير عام تخطيط القطاعات، في وزارة التخطيط، كما أنها ممثلة للعراق في الاتحاد العالمي للمنظمات الهندسية.